# Трошкин, Александр Николаевич
Алекса́ндр Никола́евич Тро́шкин (20 июня 1955, СССР) — советский футболист и украинский тренер.

## Игровая карьера
Воспитанник футбольной школы города Сумы. Во взрослый футбол начинал играть во второй союзной лиге за местный «Фрунзенец». В 1975 году некоторое время играл за хмельницкое «Динамо». 1976 по 1978 годы провёл в составе винницкого «Локомотива». В этой команде провёл более 100 матчей, забил 6 голов. Сезон 1979 года провёл в криворожском «Кривбассе», откуда через год перебрался в областной центр. В Днепропетровске стал серебряным призёром первой лиги 1980 и завоевал право выступать в высшей лиге. В 1981 году с «Днепром» дебютировал в высшем дивизионе советского футбола. Всего в вышке сыграл 12 матчей.

## Тренерская карьера
В 2010 году наряду с Сергеем Ревутом и Геннадием Жилкиным вошёл в тренерский штаб Юрия Максимова в «Кривбассе». В первых матчах в Кривом Роге Максимов не мог находиться «на лавочке» «Кривбасса» из-за финансовых претензий его бывшего клуба «Оболонь». В это время Трошкин исполнял обязанности главного тренера. В 2012 году, когда Максимов перешёл в донецкий «Металлург», президент «Кривбасса» Александр Лившиц уволил весь тренерский штаб команды включая Трошкина.